# Пилкохвоста котяча акула японська
Пилкохвоста котяча акула японська (Galeus nipponensis) — акула з роду Пилкохвоста котяча акула родини Котячі акули. Інша назва «широкоплавцева пилкохвоста котяча акула».

## Опис
Загальна довжина досягає 67,5 см. Зовнішністю схожа на китайську пилкохвосту акулу. Голова помірно коротка, становить 20 % довжини усього тіла. Ніс витягнутий, сплощений зверху, дещо загострений. Очі великі, мигдалеподібні, горизонтальної форми, з мигальною перетинкою. Зіниці щілиноподібні. Під очима є невеликі щічні горбики. За очима розташовані маленькі бризкальця. Ніздрі з трикутними носовими клапанами. Губні борозни присутні у кутах рота. Рот широко зігнутий. Зуби дрібні, з 3-5 верхівками, з яких центральна є висока і гостра, бокові — затуплені й маленькі. У неї 5 пар коротких зябрових щілин. Тулуб стрункий та щільний. Грудні плавці дуже розвинені, широкі. Має 2 трикутних спинних плавця у хвостовій частині. Передній більше за задній. Передній спинний плавець розташовано навпроти середини черевних плавців, задній — позаду середини анального плавця. Черевні плавці відносно великі. У самців промені черевних плавців перетворені в дуже довгі статеві органи (птерігоподії), що сягають анального плавця. Анальний плавець низький та помірно широкий, його основа становить 8-10 % довжини тіла. Анальний плавець самиць значно більше за анальний плавець самців. Хвостовий плавець вузький, гетероцеркальний. На верхній лопаті розташовано пилчастий гребінь, утворений великою шкіряною лускою.
Забарвлення сірого кольору з нечіткими сідлоподібними плямами на спині та боках, які тягнуться до хвоста. Черево і краї спинних та грудних плавців світлого забарвлення. Ротова порожнина майже світлого кольору.

## Спосіб життя
Тримається на глибинах від 150 до 540 м. Доволі повільна акула. Полює біля дна, є бентофагом. Живиться креветками, омарами, крабами, раками, лангустами, а також невеличкими костистими рибами.
Статева зрілість у самців настає при розмірах 51-62 см, самиць — 55-61 см. Це яйцекладна акула. Самиця відкладає 2 яйця завдовжки 8-9 см, завширшки 2 см. Мають гакоподібні вирости та закручені вусики, якими чіпляються до ґрунту. Інкубаційний період триває 8-12 місяців в залежності від температури навколишнього середовища. Народжене акуленятко має 13,3 см завдовжки. Репродуктивний цикл безперервний, цілий рік.
Не є об'єктом промислового вилову.

## Розповсюдження
Мешкає від південно-східного узбережжя Японії до Східного Китайського моря, зокрема біля архіпелагу Рюкю. також зустрічається біля Бонінських островів.